# Аасен, Джон
Джон Аасен (англ. John Aasen; 5 марта 1890, Миннеаполис, Миннесота — 1 августа 1938, Мендосино, Калифорния) — американский актёр немого кино норвежского происхождения, один из самых высоких актёров в истории.
В июне 2008 года Университет эмбриологии Лома-Линда в Калифорнии подтвердил, что скелет ростом 219 см, который находится в их коллекции, принадлежал Джону Аасену. Скелет, однако, не точно отражает высоту Джона при жизни. Межпозвоночные диски могут иметь неточную толщину, позвоночник скелета может быть более изогнутым, чем при жизни, а высота скелета не включает плоть под пятками и на макушке головы.

## Биография
Аасен родился 5 марта 1890 года в Миннеаполисе, штат Миннесота. Норвежец по происхождению, его мать Кристи Аасен (норв. Kristi Aasen) родилась в норвежской коммуне Роллаг и переехала в США в 1887 году. Считается, что она также была высокой, её рост мог достигать 220 см. Вероятный отец был шведом ростом 244 см.
В 1917—1918 годах Аасен работал в компании Midway Chemical, расположенной в городе Сент-Пол. После этого он выступал в различных шоу. В 1923 он снялся в своём первом фильме, «Зачем беспокоиться?».

## Фильмография
| Год  | Название                    |
| ---- | --------------------------- |
| 1923 | Зачем беспокоиться?         |
| 1926 | Long Fliv the King          |
| 1927 | Legionnaires in Paris       |
| 1927 | Two Flaming Youths          |
| 1928 | Should Married Men Go Home? |
| 1928 | Growing Pains               |
| 1929 | Show of Shows               |
| 1932 | Уродцы                      |
| 1933 | The Rummy                   |
| 1935 | Carnival                    |
| 1936 | Charlie Chan at the Circus  |
| 1936 | Бенгальский тигр            |